# Rhamdia reddelli
Rhamdia reddelli là một loài cá thuộc họ Pimelodidae. Chúng là loài đặc hữu của México.